# Svartstrupig munia
Svartstrupig munia (Lonchura kelaarti) är en fågel i familjen astrilder inom ordningen tättingar.

## Utseende
Svartstrupig munia är en mörk, 12 cm lång finkliknande fågel med kraftig näbb. Den är svartaktig i ansiktet samt på strupen och övre delen bröstet medan den är brunskär på halssidorna och nedre delen av bröstet. Undersidan är antingen brunskär (underarten jerdoni) eller bandad i vitt och mörkbrunt (nominatformen).

## Utbredning och systematik
Svartstrupig munia delas in i tre underarter med följande utbredning:
- Lonchura kelaarti vernayi – förekommer i östra Indien (södra Odisha till nordöstra Andhra Pradesh
- Lonchura kelaarti jerdoni – förekommer i sydvästra Indien (Kerala till västra Tamil Nadu) och Östra Ghats
- Lonchura kelaarti kelaarti – förekommer i högländerna i Sri Lanka

## Status och hot
Arten har ett stort utbredningsområde och en stor population med stabil utveckling och tros inte vara utsatt för något substantiellt hot. Utifrån dessa kriterier kategoriserar internationella naturvårdsunionen IUCN arten som livskraftig (LC). Världspopulationen har inte uppskattats men den beskrivs som lokalt vanlig eller fåtalig.

## Namn
Fågelns vetenskapliga artnamn hedrar Edward Frederick Kelaart (1818–1860), överstelöjtnant i British Army, läkare och zoolog verksam i Ceylon.

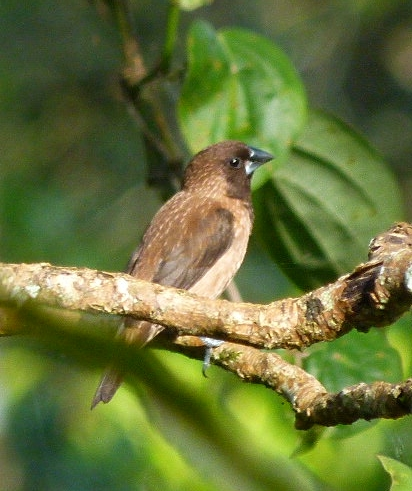